# Álvaro Magalhães (futebolista)
Álvaro Monteiro Magalhães (Lamego, 3 de janeiro de 1961) é um ex-futebolista português que atuava como defesa.
Estreia-se em 1980 com a Associação Académica de Coimbra, mudando-se posteriormente para S.L. Benfica. Depois de duas temporadas, tornou-se na primeira escolha, ajudando o clube de Lisboa a quatro ligas e tantas Taças de Portugal (três consecutivas), ao mesmo tempo que acumulou mais de 200 jogos oficiais.
Em Junho de 1990, depois de apenas 13 jogos nas últimas duas épocas, mudou-se para o Estrela da Amadora, ainda ajudando a equipa na Taça dos Vencedores das Taças. Terminou a carreira aos 32 anos na segunda divisão, com o Leixões S.C.
Um ano depois de se aposentar, Álvaro começou sua carreira como treinador, trabalhando com várias equipas da primeira e segunda divisão, sendo a sua primeira experiência no G.D. Chaves em 1997–98, evitando por pouco a despromoção.
De 2003 a 2005 foi adjunto do Benfica sob o comando de José Antonio Camacho e Giovanni Trapattoni respectivamente, vencendo o título da liga em [[2004–05], na segunda temporada]. Nos últimos anos da década foi treinador na Roménia e em Angola, sendo campeão no Girabola com o GD Interclube de Luanda.
Em novembro de 2009, Magalhães assinou um novo contrato de dois anos, mas foi dispensado em 29 de março de 2011. No início de Fevereiro de 2012 foi nomeado treinador do clube Nacional de Benguela.

## Carreira
Álvaro Magalhães fez parte da Seleção Portuguesa de Futebol, no Campeonato do Mundo de Futebol de 1986.
Álvaro jogou 20 vezes pela Portugal e a sua estreia foi a 16 de Dezembro de 1981, numa derrota por 2-5 com a Bulgária. Ele esteve presente no Euro 1984 e na Copa do Mundo da FIFA 1986.
Após o caso de Saltillo foi um dos poucos jogadores que não saíram da selecção nacional, e a sua última aparição internacional aconteceu a 16 de Novembro de 1988, numa vitória de 1-0 contra o Luxemburgo.